# Friedrich Kalkbrenner
Friedrich Kalkbrenner (numa viagem da sua mãe entre Kassel e Berlim, 7 de novembro de 1785 — Enghien - les-Bains, perto de Paris, 10 de junho de 1849) foi um pianista, compositor e professor alemão.

## Biografia
Alemão de nascimento, Kalkbrenner estudou no Conservatório de Paris, começando ainda jovem e acabou se estabelecendo em Paris, onde viveu até sua morte em 1849. Kalkbrenner compôs mais de 200 obras para piano, bem como muitos concertos para piano e óperas.
Quando Frédéric Chopin veio a Paris, Kalkbrenner sugeriu que Chopin poderia se beneficiar estudando em uma das escolas de Kalkbrenner. Não foi até o final da década de 1830 que a reputação de Kalkbrenner foi superada por nomes como Chopin, Thalberg e Liszt. Autor de um famoso método de tocar piano (1831) que foi impresso até o final do século 19, ele dirigiu em Paris o que às vezes é chamado de "fábrica para aspirantes a virtuosos e ensinou dezenas de alunos de lugares tão distantes quanto Cuba. Seus alunos incluíam Marie Pleyel, Marie Schauff e Camille-Marie Stamaty. Através de Stamaty, o método de piano de Kalkbrenner foi passado para Louis Moreau Gottschalk e Camille Saint-Saëns.

Ele foi um dos poucos compositores que, por meio de negócios hábeis, tornou-se extremamente rico. Chopin dedicou seu primeiro concerto para piano a ele. Kalkbrenner criou transcrições das nove sinfonias de Beethoven para piano solo, que foram publicadas por Giovanni Canti de 1842 a 1844; décadas antes de Liszt fazer o mesmo. Ele foi o primeiro a introduzir passagens longas e rápidas de oitava em ambas as mãos - hoje tão familiares da música de piano do século 19 - em sua textura de piano; no entanto, pode-se argumentar que ele foi precedido por Beethoven com essa técnica particular.